# Соловьёв, Иван Николаевич (полный кавалер ордена Славы)
Иван Николаевич Соловьёв — командир отделения 449-й отдельной разведывательной роты (389-я стрелковая дивизия, 3-я гвардейская армия, 1-й Украинский фронт), сержант.

## Биография
Иван Николаевич Соловьёв родился в крестьянской семье в селе Берёзово Николаевского уезда Самарской губернии (в настоящее время Пугачёвский район Саратовской области). В 1937 году окончил 7 классов школы, работал заведующим клубом. Учился в горнопромышленном училище в посёлке Горный.
В 1939 году был призван в ряды Красной армии. На фронтах Великой Отечественной войны с июля 1942 года.
Приказом по 389 стрелковой дивизии от 9 июня 1944 года за мужество и героизм в боях против немецко-фашистских захватчиков и участие в разведывательном рейде в тылу противника в мае 1944 года красноармеец Соловьёв был награждён медалью «За отвагу».
27 июля 1944 года красноармеец Соловьёв в составе группы участвовал в выполнении задания командования по установлению наличия противника и его силы. Возле населённого пункта Раденичи Мостисского района Львовской области вместе с другими разведчиками он взял в плен 12 солдат противника, которые дали командованию ценные сведения о противнике. Был представлен к ордену Красного Знамени. Приказом по 3-й гвардейской армии от 19 августа 1944 года он был награждён орденом Славы 3-й степени.
19 августа 1944 года в Польше в районе населённого пункта Виняры рядовой Соловьёв с группой разведчиков одним из первых ворвался в траншею противника, а затем и в село. Захватил контрольного пленного, и, переправив его в тыл, с группой захватил высоту и в течение четырёх суток удерживал её, отбив несколько контратак противника. В этих боях он уничтожил около 10 солдат противника. 

3 сентября 1944 года в том же районе он углубился в тыл противника и двое суток наблюдал за его действиями, обнаружил инженерные сооружения и опорные пункты противника. Приказом по 3-й гвардейской армии от 25 октября 1944 года он был награждён орденом Славы 2-й степени.
В ходе Висло-Одерской операции сержант Соловьёв в период 14—31 января 1945 года со своим отделением выполнил ряд боевых заданий:

В ночь на 15 января 1945 года в городе Кельце (Свентокшиское воеводство) захватил 2-х контрольных пленных и документы;

18 января в бою возле населённого пункта Явор уничтожил 8 солдат противника, захватил одного пленного и ценные документы;

31 января уничтожил 5 солдат противника и захватил их документы.

Указом Президиума Верховного Совета СССР от 10 апреля 1945 года он был награждён орденом Славы 1-й степени.
Старшина Соловьёв был демобилизован в мае 1946 года. Вернулся на родину. Жил в городе Балаково Саратовской области. Работал слесарем в автоколонне, заведующим клубом.
Скончался Иван Николаевич Соловьёв 30 октября 1984 года.

## Память
- Похоронен в Балаково на старом городском кладбище.